# 2063年2月28日日食
2063年2月28日日食为一次在协调世界时2063年2月28日出現的一次日環食。該次日食食分為0.9293，食甚維持時間7分41秒。

## 概述
這次日食的食分是0.9293，環食維持7分41秒。

## 基本參數
- 類型：日環食
- 食最大地點資料：
  - 日期：2063年2月28日
  - 時間：7時43分30秒
  - 地點：25S 78E
  - 食分：0.9293
  - 日環食持續時間：7分41秒

## 外部連結
- NASA未來日食資料（页面存档备份，存于）
- 可見區域圖和時間統計：由弗雷德·埃斯佩纳克做出的日食預報，NASA/GSFC
  - Google互動地圖呈現的日食範圍
  - 貝塞爾元素